# 蒙泰斯科
蒙泰斯科（法語：Montescot，法語發音：[mɔ̃tɛsko] ⓘ）是法国东比利牛斯省的一个市镇，位于该省东部，属于佩皮尼昂区。

## 地理
蒙泰斯科（42°36'29"N, 2°56'2"E）面积6.02 平方千米，位于法国奧克西塔尼大區东比利牛斯省，该省份为法国大陆部分最南部的省份，涵盖了北加泰罗尼亚，北起奥德省，西接阿列日省和安道尔，南与西班牙接壤，东临地中海。
与蒙泰斯科接壤的市镇（或旧市镇、城区）包括：拉奥新城、科尔内亚-代勒韦科勒、埃尔讷、巴日、波耶斯特尔。
蒙泰斯科的时区为UTC+01:00、UTC+02:00（夏令时）。

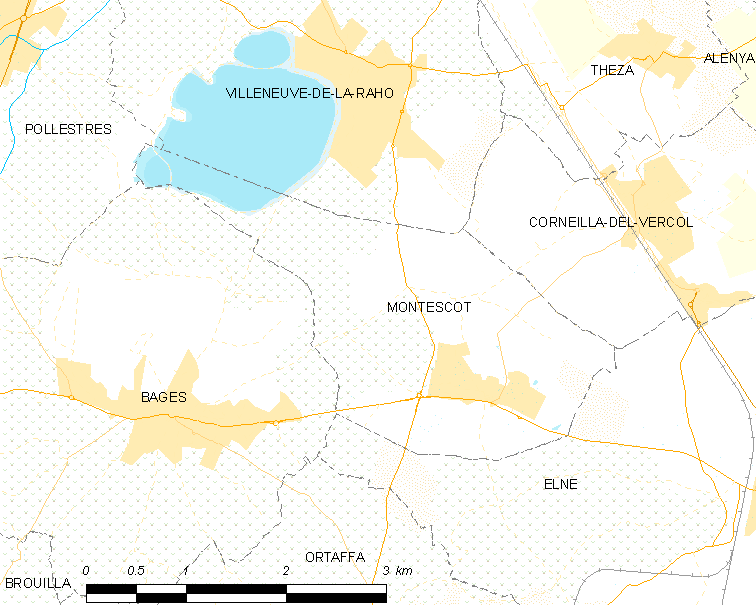
蒙泰斯科的OSM定位图

## 行政
蒙泰斯科的邮政编码为66200，INSEE市镇编码为66114。

## 政治
蒙泰斯科所属的省级选区为伊利贝里斯平原县。

## 人口

1962-2008年间蒙泰斯科人口变化图示

蒙泰斯科于2022年1月1日时的人口数量为1595人。